# Кондрашина (муниципальный округ Горноуральский)
Кондрашина — деревня в Пригородном районе Свердловской области России. Входит в муниципальный округ Горноуральский, управляется Паньшинской территориальной администрацией.
Ранее деревня входила в состав  Паньшинского сельсовета Пригородного района.

## Географическое положение
Деревня Кондрашина расположена на левом берегу реки Ямбарки, в 67 километрах на юго-восток от города Нижнего Тагила (в 85 километрах по автодорогам), вдоль дороги между сёлами Новопаньшином (находящимся севернее деревни, ниже по течению Ямбарки) и Бызовом (находящимся южнее Кондрашиной, выше по течению Ямбарки).

## Население
| 2002 | 2010 | 2021 |
| ---- | ---- | ---- |
| 25   | ↘21  | ↘11  |